# 쓰나미주의보
쓰나미주의보(일본어: 津波注意報 쓰나미추이호[*])란 일본 기상청이 발표하는 쓰나미에 대한 주의보로 특정 지역에서 20 cm 이상 1 m 이하의 쓰나미가 닥칠 것으로 예보될 경우 '1 m의 쓰나미주의보'로 발표된다. 예상되는 쓰나미 높이가 20 cm 이하일 경우 쓰나미주의보가 아닌 쓰나미예보(약간의 해수면 변동)("津波予報（若干の海面変動）")이 발표된다.

## 정의
일본 기상청이 발표하는 쓰나미 관련 주의보 및 경보에는 크게 대쓰나미경보, 쓰나미경보, 쓰나미주의보 3개 체제로 구성되어 있다. 쓰나미주의보는 예상되는 쓰나미 높이가 20 cm 이상 1 m 이하일 때 예상되는 쓰나미 높이 1 m인 쓰나미주의보로 발령된다. 또한 규모 M8 이상의 거대지진일 경우 정확한 지진 규모가 밝혀지기 전까지 쓰나미주의보가 발령되지 않는다.
예상되는 쓰나미의 높이가 1 m를 넘는 경우에는 쓰나미주의보가 아닌 쓰나미경보나 대쓰나미경보가 내려진다. 그 중 예상되는 쓰나미 높이가 1 m 이상 3 m 이하일 경우 예상되는 쓰나미 높이 3 m인 쓰나미경보가 발령된다. 규모 M8 이상의 거대지진일 경우 정확한 지진 규모가 밝혀지기 전까지는 단순히 '높음'이라고만 표기한다. 또한 예상되는 쓰나미 높이가 3 m 이상일 경우 높이에 따라 5 m, 10 m, 10 m 이상으로 대쓰나미경보가 발령되며, 규모 M8 이상의 거대지진일 경우 정확한 지진 규모가 밝혀지기 전까지는 단순히 '거대'라고만 표기한다.
예상되는 쓰나미 높이가 20 cm 이하일 경우 쓰나미주의보가 발령되지 않으며 쓰나미예보 (약간의 해수면 변동)이 발령된다.
|              | 발표 기준               | 예측되는 쓰나미 높이 | 예측되는 쓰나미 높이 |
| 수치 발표    | 발표 기준               | 거대지진 (M8 이상)   |                      |
| ------------ | ----------------------- | -------------------- | -------------------- |
| 대쓰나미경보 | 10 m 이상 예측됨        | 10 m 이상(10 m超)    | 거대(巨大)           |
| 대쓰나미경보 | 5 m < 예상 높이 ≦ 10 m  | 10 m                 | 거대(巨大)           |
| 대쓰나미경보 | 3 m < 예상 높이 ≦ 5 m   | 5 m                  | 거대(巨大)           |
| 쓰나미경보   | 1 m < 예상 높이 ≦ 3 m   | 3 m                  | 높음(高い)           |
| 쓰나미주의보 | 0.2 m ≦ 예상 높이 ≦ 1 m | 1 m                  | (표기하지 않음)      |

쓰나미경보가 발표될 경우 경보가 발표된 쓰나미 예보구역과 가까운 인근의 예보구역에 쓰나미주의보가 발령되는 경우가 많다. 쓰나미경보가 발표될 경우 긴급경보방송이 시행되지만 쓰나미주의보만 발령될 경우 긴급경보방송을 시행하지 않는다. 또한 쓰나미주의보 해제 이후에도 해수면 변동이 계속될 것으로 예상될 경우에도 쓰나미예보 (약간의 해수면 변동)이 발표된다.
2011년 도호쿠 지방 태평양 해역 지진 발생 이후 쓰나미경보/주의보 발표 체제 개정이 이뤄진 2013년 3월 7일 전까지는 쓰나미주의보는 높은 지역에서 최대 0.5 m의 쓰나미가 예상되는 경우에 발표되었다. 또한 2013년 3월 7일 개정 이전까지는 쓰나미경보를 크게 '쓰나미'와 '대쓰나미' 두 개로 구분하여 쓰나미경보 (쓰나미)는 1 m 또는 2 m의 쓰나미가 예상되는 경우, 쓰나미경보 (대쓰나미)는 3 m 이상의 쓰나미가 예상되는 경우에 발표되었다. 여기서 '쓰나미경보 (대쓰나미)'는 일반적으로 '대쓰나미경보'라고 부르고 있었으며 실제로 일본 기상청도 정식 용어는 복잡하다는 문제 때문에 2013년 개정 이후 대쓰나미경보라는 새로운 분류를 추가하였다.
또한 행정방재상 '발령'과 '발표'는 명확하게 구별되며 일본 기상청은 쓰나미경보나 쓰나미주의보를 '발표'하고 있다. 내각부의 피난권고 가이드라인 등지에서도 기상청의 쓰나미경보 등은 '발표'되는 것이며, 이를 기반으로 시정촌이 피난 지시를 '발령'하는 것으로 정의되어 있다.

## 발표 과정
일본 기상청은 미리 쓰나미를 일으킬 수 있는 다양한 지진을 미리 가정하고 각각의 지진에서 발생할 수 있는 쓰나미 패턴을 시뮬레이션하여 약 10만건에 쓰나미예보 데이터베이스를 보존하고 있다. 데이터베이스에 등록된 내용에는 일본 인근 다양한 지점의 진원 단층에서 다양한 진원 깊이와 규모의 지진에 대한 예보구별 쓰나미의 높이와 예상 도달 시간이다. 진원 단층의 방향은 과거에 일어났던 지진을 참고하여 기록하며, 단층의 기울기는 45°의 역단층으로 가정하고 시뮬레이션하였다.
실제로 지진이 발생했을 경우에는 먼저 진원과 지진의 규모를 구하고 그와 가장 가까운 패턴을 쓰나미 예보 데이터베이스에서 검색하여 지진 발생 후 약 3분 내에 쓰나미경보 발표를 한다. 또한 "쓰나미 도달 예상 시각과 예상되는 쓰나미 높이 정보"라는 이름으로 예보구별로 쓰나미의 도달 예상 시각과 그 지점의 쓰나미 높이를 발표한다. 동시에 "각지의 만조 시각 및 쓰나미 도달 예상 시각 정보"라는 이름으로 각 지점마다 쓰나미의 예상 도달 시각과 만조 시각의 정보를 발표한다. 그리고 쓰나미가 관측된 경우에는 "쓰나미 관측 정보"라는 이름으로 실제 쓰나미 도달 시각과 쓰나미 높이를 발표한다.
위와 같이 쓰나미 정보 전달 자체는 신속하게 이루어지고 있지만, 진원이 해안과 가까운 지점이라면 지진 발생 1-2분 내에 혹은 지진 발생 후 흔들림이 멈추기도 전에 쓰나미가 도달하기도 하여 이후에도 경보/주의보 발표가 쓰나미 도달 시각보다 늦는 사례가 발생할 수 있다. 또한 쓰나미 예보 데이터베이스를 구축한 1999년 이후에도 쓰나미경보 발령 시점에서 제1파 도달 시각이 "이미 도달한 것으로 추측"이라고 발표한 경우도 존재한다. 그러므로 해안 부근에 있는 주민들은 흔들림을 느낄 경우 쓰나미경보를 기다리지 말고 바로 쓰나미의 도달을 고려해 안전한 고지대로 바로 대피할 것을 요구하고 있다. 일본 기상청은 진원이 육지와 매우 가까운 해저에서 발생했을 경우 쓰나미경보가 쓰나미 내습보다 늦을 수 있다며 '흔들리면 즉각 피난'을 원칙으로 해야 한다고 말하고 있다.

## 대응
일본 기상청은 쓰나미주의가 발령되었을 경우 취해야 할 행동으로 "바다 위에 있는 사람은 즉시 바다에서 나와 해안에서 멀리 떨어져 있어야 한다"고 하며, 쓰나미주의보가 해제될 때까지 바다에 들어가거나 해안가에 접근하지 말아달라고 말하고 있다. 또한 일본 내각부, 소방청, 기상청 등 관계부처는 육지가 크게 침수될 우려가 없으며 거주구역에서 즉시 대피해야 할 필요는 없다고 말하고 있다. 일본 기상청의 기자회견에서도 "육지에서는 당장 피난갈 필요는 없지만, 바다 속에서 작업하거나 레저(서핑, 해수욕, 갯바위 낚시)행위는 중지하고 바다에서 올라와 바다에 접근하지 말라"고 말하고 있다.

### 동일본대지진 이후 재검토
2011년 12월서부터 2012년 1월까지 일본 기상청이 실시한 의견 모집에서 각 지자체들은 "쓰나미주의보가 무슨 의미인지 알기 어렵다"고 의견을 제시하여 기상청은 "쓰나미주의보에서는 거주구역에서 즉각 대피가 불필요하다는 점을 충분히 인식, 개발하는데 노력한다"고 목표를 제시하였으며 "쓰나미주의보 발표시 거주구역에서 과도한 피난을 보이면 쓰나미경보의 위기감을 약화시키는 영향이 있다"고 말했다. 중앙방재회의의 "도호쿠 지방 태평양 해역 지진을 교훈으로 한 쓰나미 대책에 관한 전문조사회"에서는 지자체 측이 방재 대응을 치밀하게 세워 쓰나미주의보 발표 시점에서는 굳이 당장 피난가지 않아도 된다는 홍보를 좀 더 강화해야 할 필요성이 있다는 결론이 발표되었다. 또한 기상청 쓰나미감시과 쓰나미예측모델개발추진관은 쓰나미주의보에 대해 오해가 있다며 거주구역 대피권고가 아닌 바다에 들어가 있는 사람이 즉시 바다에서 나오고 주의하라는 경보 정도로 충분하며, 쓰나미주의보가 발령될 때 마다 피난을 가면 양치기 소년 효과가 나서 대피명령의 효과가 떨어진다고 말했다. 2012년 7월 18일 중앙방재회의의 쓰나미대피대책검토 워킹그룹이 정리한 보고서에서는 쓰나미주의보를 "해수욕 등으로 해안보전시설보다 더 바다에 가까운 사람은 쓰나미주의보에서도 대피해야 한다고 정리하였다. 일본 방위백서에 게재된 구시로시의 해저드 맵에서는 쓰나미주의보가 발표될 시 "해안, 하구, 강변에서 신속히 떨어지세요"라고 표기하였다. 또한 오아라이정의 쓰나미 피난 유도 지도에서는 쓰나미주의보에서 피난이 필요한 지역으로 오이라이 산비치 해수욕장과 인접한 주차장이 지정되어 있다.
하지만 쓰나미주의보가 발표되었을 경우 내륙 지역의 초등학교와 유치원에서도 고지대로 대피하라는 지침을 내린 효고현 미나미아와지시 교육위원회나 쓰나미주의보가 발표된 경우 미리 정해진 지역에 피난권고를 발령한다고 규정한 니시노미야시의 사례, 쓰나미주의보 급의 쓰나미가 일어날 경우 거주구역에서 피난하도록 유도하는 방재대책을 연구하고 이를 발표하는 경우도 존재한다. 실제로 쓰나미주의보가 발령된 경우에 대응 사례로 2011년 3월 9일 발생한 산리쿠 해역 지진 당시 오후나토정, 히로노정, 후다이촌이 피난 권고를, 2011년 7월 10일 산리쿠 해역 지진 발생 당시 이와테현 오쓰치정, 미야기현 히가시마쓰시마시에서 피난지시를 내렸으며 그외 각 지역에 피난권고가 내려져 바다나 하구에서 멀리 떨어질 뿐 아니라 일부 거주구역에서는 대피소나 고지대로 피난가라는 명령이 떨어졌다. 또한 2012년 3월 14일 발생한 산리쿠 해역 지진에서도 쓰나미주의보가 발령되자 이와테현 오쓰치정이 피난지시를, 리쿠젠타카타시와 가마이시시 등 이와테현의 5개 시정촌과 이와테현의 무쓰시, 히가시도리촌, 가자마우라촌에서 주민에게 피난권고가 발령되었다.

### 연안 지역 지자체의 대응
2016년 11월 22일 발생한 후쿠시마현 해역 지진 당시 쓰나미경보가 발표되었을 때 연안의 시정촌에 따라 대응이 달라지는 문제가 발생했다. 2017년 10월에는 미야기현이 쓰나미 대책 지침을 개정하여 피난지시 발령 기준을 쓰나미주의보 이상으로 개정했다고 발표했다. 하지만 오나가와정이나 미나미산리쿠정의 지역 방재대책에서는 쓰나미경보 이상이 발표되었을 때 피난지시 등이 내려져 있도록 규정되어 있어 각 기초자치단체의 관계자는 쓰나미주의보로 피난지시 발령 기준을 내리는 것이 혼란을 가져올 것이라 우려하는 경우도 있다. 또한 시의 영역이 넓은 이시노마키시의 경우에도 피난 자체는 중요하나 여러 영향을 받기 때문에 피난대상지역의 결정에는 근거가 되는 데이터가 있어야 한다고 보고 있다.
2021년 3월 20일 발생한 2021년 미야기현 해역 지진 당시 미야기현에서 쓰나미주의보가 발표되었을 당시에도 연안의 각 시정촌 대응이 달라 9개 정은 미야기현의 쓰나미 대책지침에 따라 피난지시를 내렸지만 이시노마키시, 게센누마시, 미나미산리쿠정, 오나가와정은 각 시정촌의 방재 계획에 따라 주의만 환기하였으며 히가시마쓰시마시와 리후정은 독자적 판단으로 각각 피난권고와 주의환기조치를 내렸다.

## 같이 보기
- 일본에서 쓰나미경보 및 쓰나미주의보가 발령된 사례 목록